# Systèmes multicorps
Le concept de système multicorps est utilisé en mécanique (Mécanique du solide) pour modéliser le comportement dynamique de corps rigides et/ou flexibles connectés les uns aux autres par des liaisons mécaniques, chacun de ces corps décrivant de grands déplacements à la fois en translation et en rotation.

## Introduction
Le comportement dynamique des mécanismes est un sujet qui a été particulièrement traité et ce, à l'aide de nombreux formalismes. Les premières formulations du problème ont été introduites par Newton pour les particules et Euler pour les corps solides. Euler ayant déjà introduit le concept d'efforts de réaction entre différents corps mécaniques. Plus tard, ces formalismes ont été étendus, notamment par Lagrange avec une description basée sur les coordonnées minimum ainsi qu'une autre formulation introduisant les équations de contraintes.
Le mouvement des corps solides peut être décrit dans un premier temps par la cinématique. Le comportement dynamique du système résulte de l'équilibre des forces et des moments appliqués sur les différents solides.
L'analyse des systèmes multicorps se retrouve aujourd'hui dans de nombreux domaines techniques, tant au niveau de la recherche que de l'industrie. On citera en particulier la robotique et la dynamique des véhicules, guidés ou non.
Grâce aux moyens de calculs informatiques actuels et à la performance des codes de calculs modernes, il est possible de modéliser, simuler, analyser et optimiser des systèmes comportant jusqu'à plusieurs milliers de corps interconnectés.

## Applications
Alors que la méthode des éléments finis est utilisée principalement pour l'analyse locale d'une pièce mécanique, le comportement du système complet en tant que mécanisme est modélisé par des formulations multicorps. Les méthodes multicorps sont utilisées dans les domaines de :
- la dynamique ferroviaire
- la robotique
- la simulation des véhicules (dynamique du véhicule, prototypage rapide, agilité, amélioration du comportement, amélioration du confort, ...)
- la biomécanique
- l'aérospatiale (hélicoptères, train d'atterrissage, comportement des mécanismes sous différentes conditions de gravité)
- les moteurs à combustion interne, les trains d'engrenages, les transmissions par chaîne, les transmissions par courroie
- les machines industrielles (convoyeurs)
- la simulation des particules au sens général (milieux granulaires, molécules)
- les applications militaires.

### Un exemple de système multicorps

Système bielle-manivelle

Dans cet exemple la manivelle est motrice, on fait varier à la fois sa vitesse de rotation, son rayon et la longueur de la bielle, le déplacement du piston en résulte.